# Vlag van Hooglede
De vlag van Hooglede werd door de gemeenteraad op 8 maart 1985 en nogmaals op 3 september 1988 officieel vastgesteld als de gemeentelijke vlag van de West-Vlaamse gemeente Hooglede. Op 14 juni 1988 werd hij door het Bestuur van Vlaanderen bevestigd en uiteindelijk gepubliceerd op 16 september 1988 in het officiële Belgisch Staatsblad.
Officieel wordt de vlag beschreven als:
Geel met een rood schuinkruis beladen met vier witte ringen, met op het midden een blauw schild met een gele Sint-Quirinus.
Het blauwe wapenschild verwijst naar de grote bedevaarttraditie van de 17de tot begin van de 20ste eeuw naar de reliek van Sint-Quirinus, bewaard in de Sint-Amanduskerk, vandaar ook de ommegang of kruisweg aan de kerkmuren. De vlagachtergrond (exclusief het blauwe schild) is ontleend aan het wapen van de familie van den Berghe, eigenaar van de domeinen van Gits en Ogierlande van eind 17e tot de 18e eeuw.

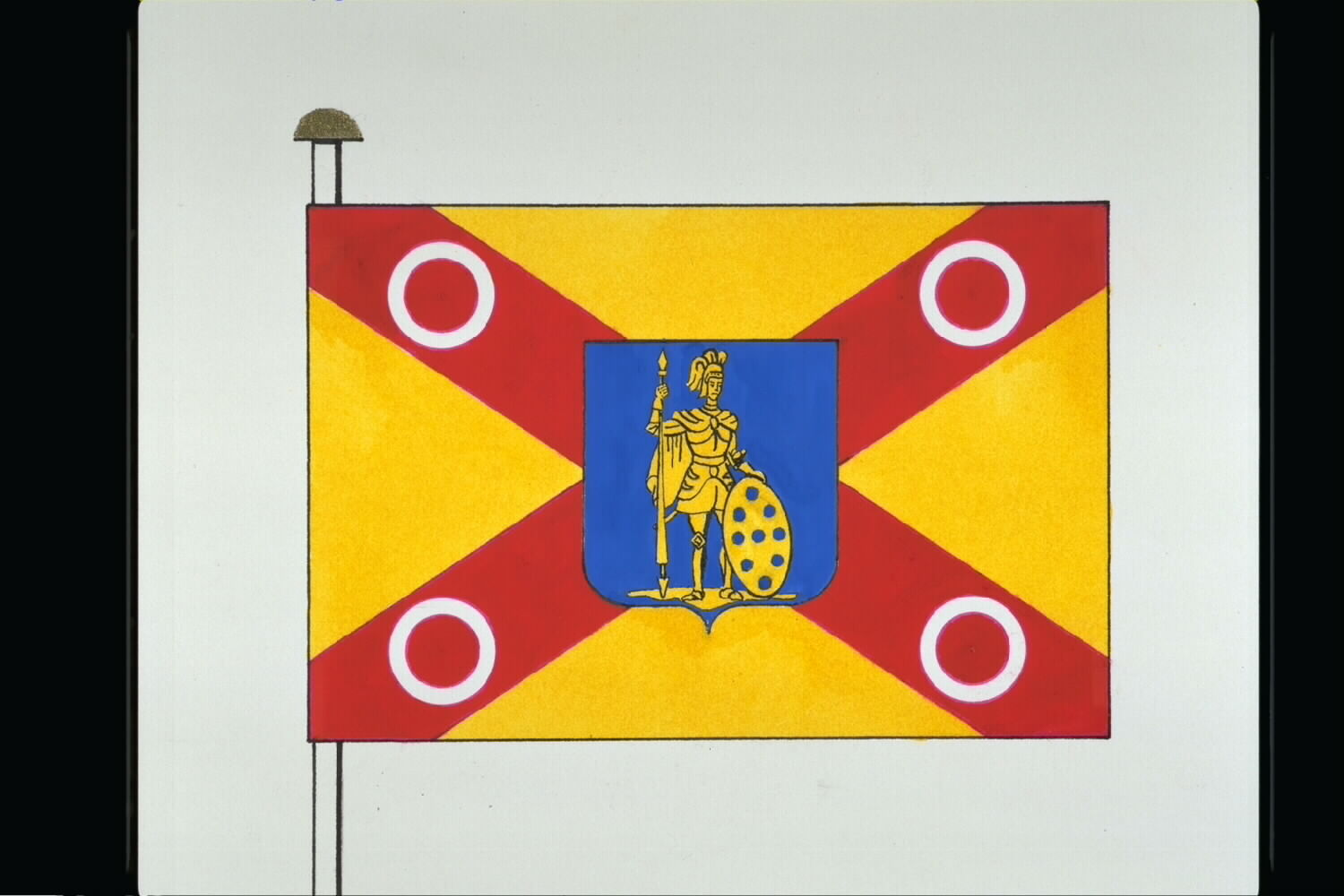
Officiële tekening van de vlag